# 巴西會議會址
巴西會議會址位於四川省若爾蓋縣巴西镇，原为喇嘛教寺院佑寺。1980年7月7日列為四川省重新確定公布的第一批省級文物保護單位。2006年5月25日公佈為第六批全國重點文物保護單位。